# Antonín Procházka (peintre)
Pour les articles homonymes, voir Antonín Procházka.
Antonín Procházka, né le 5 juin 1882 à Vážany dans le district de Vyškov et mort le 5 juin 1945 à Brno, est un peintre tchécoslovaque.

## Biographie
Antonín Procházka naît le 5 juin 1882 à Vážany. Il étudie à l'École des arts appliqués de Prague entre 1902 et 1904 auprès du professeur Emanuel Dítě puis de 1904 à 1906 à l'Académie des beaux-arts de Prague auprès des professeurs Vlaho Bukovac et Hanuš Schwaiger (en).
Après avoir obtenu son diplôme, il voyage en Europe, notamment en Allemagne et en France où il visite Paris. 
En 1910 il regagne la Moravie puis s'installe à Brno en 1924.
Il est influencé par Edvard Munch et son expressionnisme. Il est membre du groupe d'artistes Osma (groupe des huit).
Antonín Procházka meurt le 5 juin 1945 à Brno.

## Œuvres
- Les Joueurs, 1909[3].
- La Jeune fille à la pêche, 1912[3].
- Nature morte à la bouteille, 1913[3].
- Fleurs jaunes, 1913[3].
- Le Soldat I, 1916-1917[3].
- Vendeuse de pains ronds place Djemaa el Fna, Marrakech 1933-1934

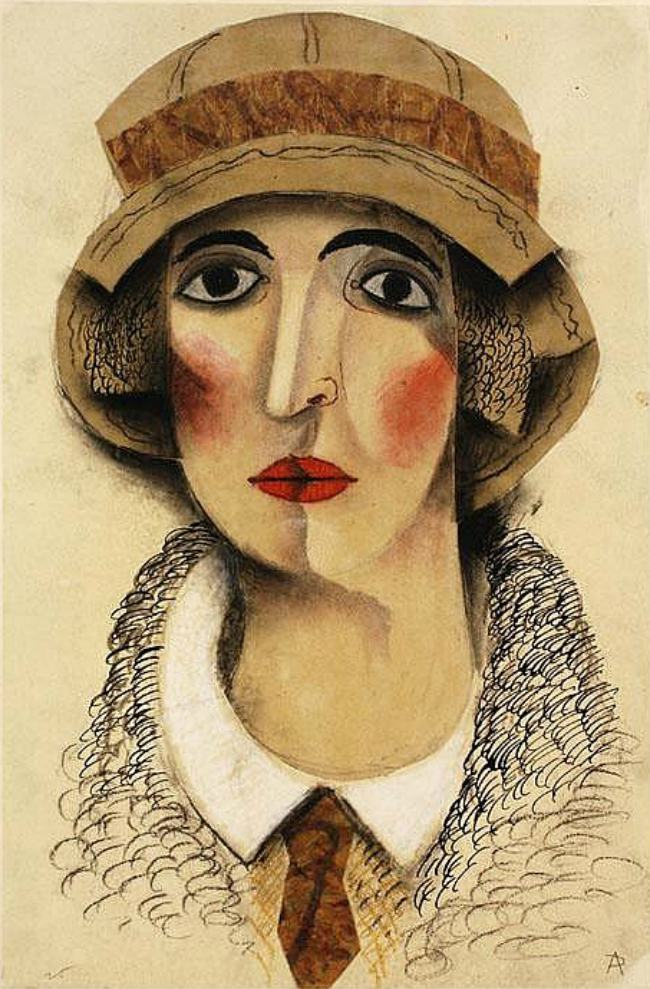
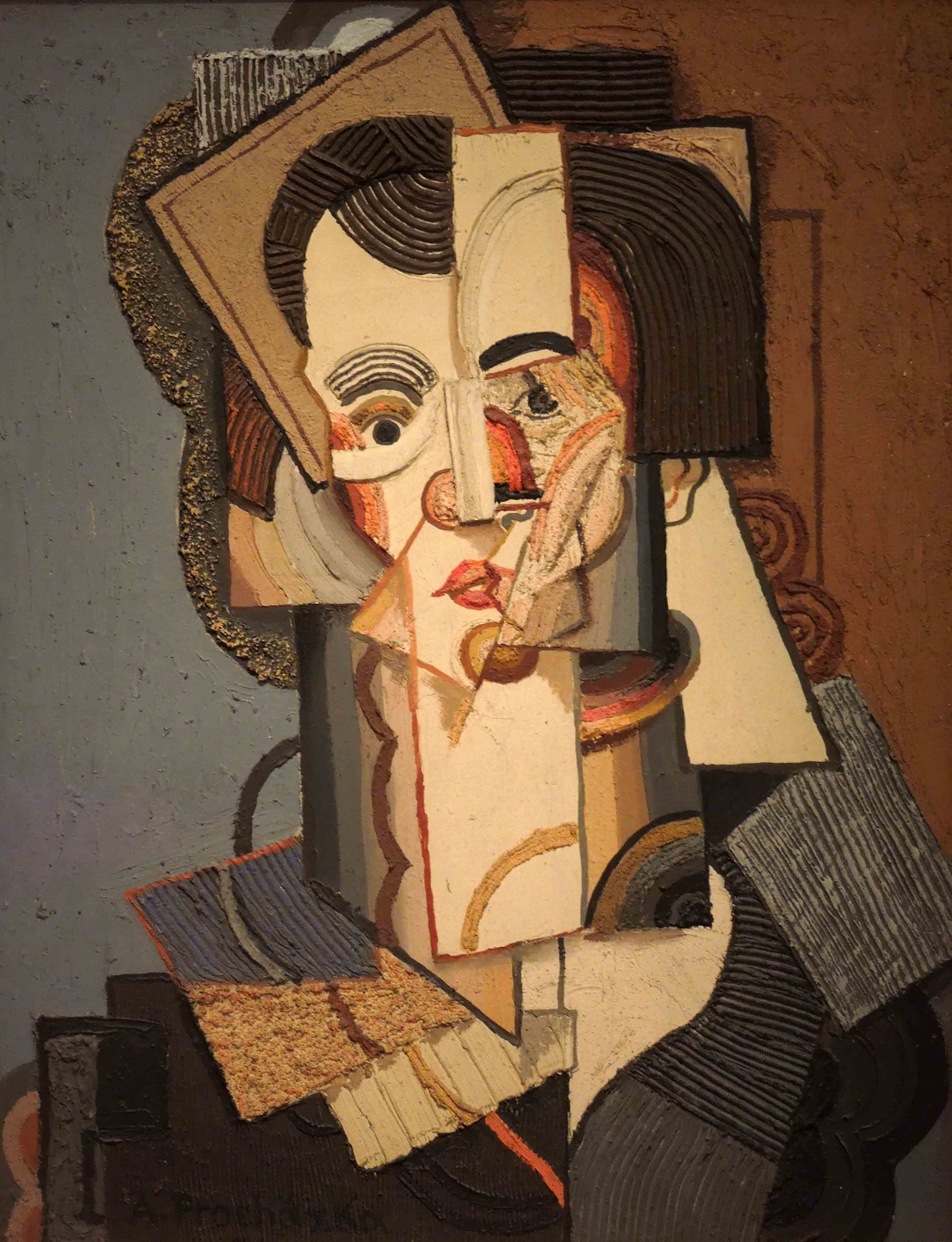
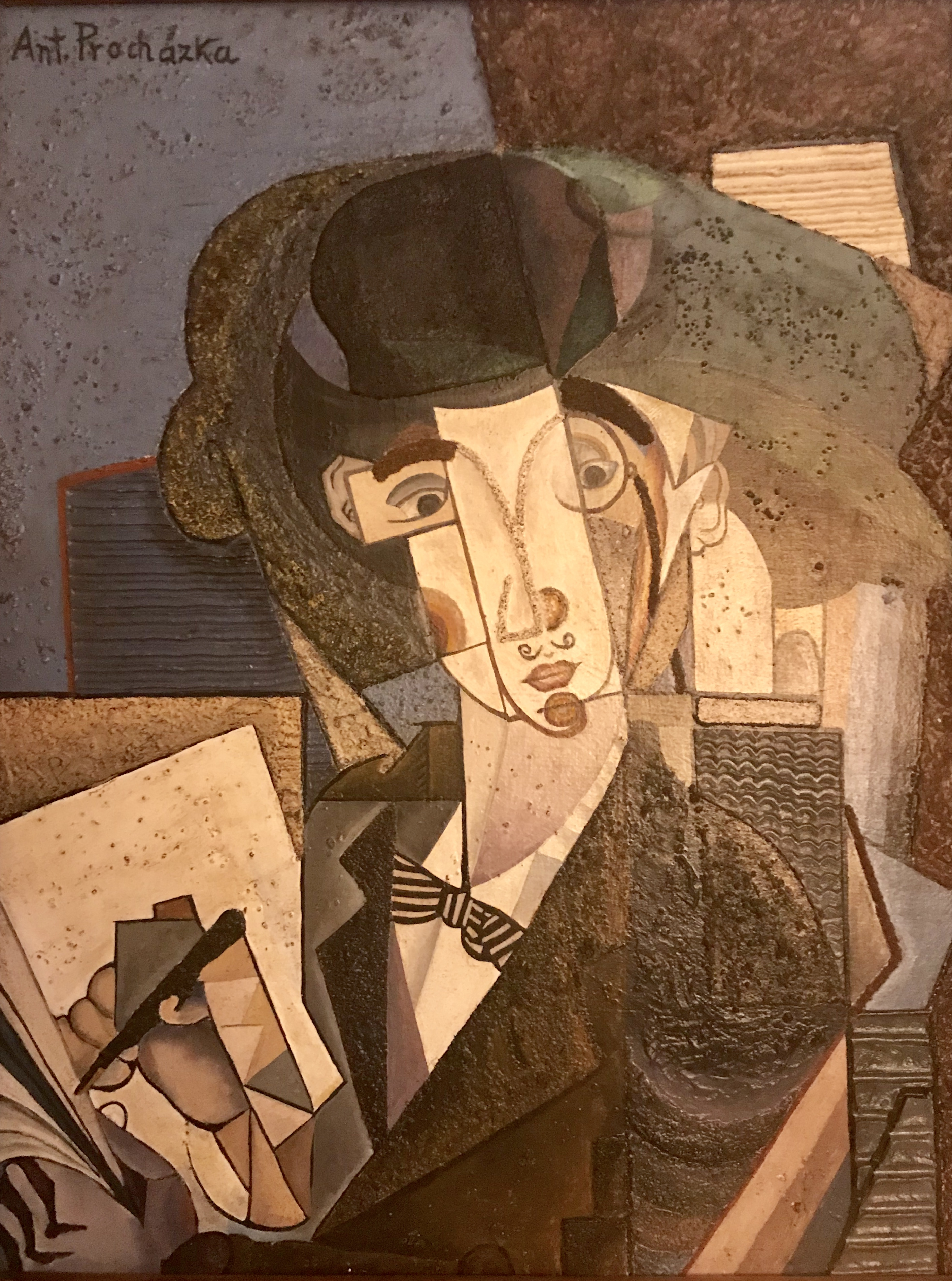

- Bab Doukala, Marrakech, 1933-1934